# فابولا نوفا كريستاليس فاينل فانتسي 13
فابولا نوفا كريستاليس فاينل فانتسي 13 (Fabula Nova Crystallis Final Fantasy XIII) هو اسم موحد لمجموعة من الألعاب التي تحمل التسمية (فاينل فانتسي XIII) الصادرة عن شركة سكوير إنكس. فابولا نوفا كريستاليس (و التي تعني «حكاية الكريستال الجديدة» باللغة اللاتينية) تقع أحداثها في عدة عوالم وتدور حول شخصيات مختلفة، وكل لعبة من هذه المجموعة ستكون «مبنية بشكل كبير على أسطورة شائعة» حسب تعبير الشركة. كل هذه الألعاب ستقع أحداثها في نفس الكون ولكنها لن تكون جميعها متعلقة ببعضها البعض.

## التطوير
الألعاب التي يتم تطويرها حالياً ضمن هذه المجموعة
- فاينل فانتسي XIII
- فاينل فانتسي فرسز XIII
- فاينل فانتسي أغيتو XIII

تطوير كل لعبة من هذه الألعاب يتم بواسطة فرق تطوير مختلفة من شركة سكوير إنكس. هذا يعكس رغبة الشركة في جعل كل لعبة مستقلة عن الأخرى ولكن مع تشاركهم في نفس السمات الأساسية. ومع ذلك، فإن تصميم الشخصيات لجميع الألعاب الثلاث قام به المخرج ومصمم الشخصيات تيتسويا نامورا.

## وصلات خارجية
- الموقع الرسمي لفابولا نوفا كريستاليس